# Godefridus de Henelare
Godefridus de Henelare war Bürgermeister (consul) der Stadt Brilon von 1291 bis 1299.
Bei Stadtfehden stand der Bürgermeister der städtischen Streitmacht vor, auch hatte er das Recht zur Begnadigung von harten Verurteilungen durch das Stadtgericht bei Straftaten. Er konnte bei Todesstrafe begnadigen.